# Karl Hoppe (Politiker, 1934)
Karl Hoppe (* 6. Dezember 1934 in Struth (Dingelstädt); † 13. Dezember 2002 in Simmern (Westerwald)) war ein deutscher Lehrer und Politiker (CDU).

## Leben
Karl Hoppe, der katholischer Konfession war, besuchte 1941 bis 1949 die Volksschule Struth und legte 1953 sein Abitur an der staatlichen Oberschule Dingelstädt / Eichsfeld ab. 1953 bis 1955 studierte er am Pädagogischen Institut Mülhausen/Thüringen und 1955 bis 1956 an der Pädagogischen Akademie Landau. 1956 legte er sein Erstes und 1959 sein Zweites Staatsexamen ab und war ab 1956 Lehrer an Volksschulen. 1967 wurde er Konrektor in Neuhäusel.

## Politik
Hoppe wurde 1957 Mitglied der CDU. Er war 1959 bis 1967 Kreisvorsitzender der JU Unterwesterwald und 1963 bis 1969 Mitglied
des JU-Landesvorstands Rheinland-Pfalz. In der CDU war er Vorsitzender der CDU Simmern / Westerwald, Vorsitzender des CDU-Kreisverbands Westerwald und ab 1971 Mitglied des Bezirksvorstands der CDU Koblenz-Montabaur.
Kommunalpolitisch war er ab 1960 Mitglied des Kreistags Unterwesterwald bzw. Westerwald und ab 1963 Mitglied des Gemeinderats Simmern / Westerwald wo er 1964 Erster Beigeordneter wurde. Im Kreis war er ab 1968 Mitglied des Kreisausschusses und ab 1969  Fraktionsvorsitzender der CDU-Kreistagsfraktion Unterwesterwald bzw. Westerwald. Er war Vorstandsmitglied des Landkreistags Rheinland-Pfalz.
Vom 16. Dezember 1974 bis zum 1. Januar 1987, vom 27. Mai 1987 bis zum 24. Juni 1987 und zuletzt vom 21. Mai 1991 bis zum 30. September 1992 war er Mitglied im Landtag Rheinland-Pfalz. Im Landtag war er in der 9. und 10. Wahlperiode Vorsitzender im Haushalts- und Finanzausschuss. Januar 1987 bis Mai 1987 und Juni 1987 bis Mai 1991 war er Staatssekretär im Ministerium der Finanzen.
Daneben war er Mitglied im Verwaltungsrat der Kreissparkasse Westerwald, im Aufsichtsrat der Koenig & Bauer AG Würzburg und Frankenthal, im Kuratorium der Landeszentrale für politische Bildung und des Verbands Bildung und Erziehung (VBE).

## Auszeichnungen
- Bundesverdienstkreuz am Bande (1983)
- Bundesverdienstkreuz Erster Klasse (1987)